# Banda sonora de Grand Theft Auto: San Andreas
La banda sonora del videojuego Grand Theft Auto: San Andreas, que está ambientada en 1992 en el estado ficticio de San Andreas, refleja la música de ese momento y lugar mediante sus distintas emisoras de radio. Además de música de comienzos de la década de 1990, la banda sonora incluye canciones de las décadas de 1950, 1960, 1970 y 1980. Muchas de las canciones tienen base de otros temas de este u otro título de GTA, como "Check Yo Self" de Ice Cube, que toma bases de "The Message", incluido en Vice City, o "Weekend", que aparece en Paradise FM de Grand Theft Auto: Vice City Stories.

## Álbumes

### Grand Theft Auto: San Andreas Official Soundtrack
Disco 1
| N.º | Título                                                   | Duración |  |
| 1.  | «San Andreas Theme Song» (Michael Hunter)                | 6:10     |  |
| 2.  | «Killing in the Name» (Rage Against the Machine)         | 5:17     |  |
| 3.  | «I Don't Give a Fuck» (Tupac Shakur)                     | 6:16     |  |
| 4.  | «The Payback» (James Brown)                              | 7:39     |  |
| 5.  | «West Coast Poplock» (Ronnie Hudson & the Street People) | 5:30     |  |
| 6.  | «Groove Me» (Guy)                                        | 4:44     |  |
| 7.  | «Two Tickets to Paradise» (Eddie Money)                  | 3:32     |  |
| 8.  | «How I Could Just Kill a Man» (Cypress Hill)             | 4:10     |  |
| 9.  | «Pressure Drop» (Toots and the Maytals)                  | 3:44     |  |
| 10. | «Children's Story» (Slick Rick)                          | 3:57     |  |
| 11. | «Cold Blooded» (Rick James)                              | 4:03     |  |
| 12. | «Break 4 Love» (Raze)                                    | 5:17     |  |

Disco 2
| N.º | Título                                          | Escritor(es) | Producer(s) | Duración |  |
| 1.  | «Funky Worm» (Ohio Players)                     |              |             | 2:42     |  |
| 2.  | «Barracuda» (Heart)                             |              |             | 3:59     |  |
| 3.  | «Hood Took Me Under» (Compton's Most Wanted)    |              |             | 3:56     |  |
| 4.  | «Think (About It)» (Lyn Collins)                |              |             | 3:25     |  |
| 5.  | «Rebel Without a Pause» (Public Enemy)          |              |             | 5:19     |  |
| 6.  | «Midlife Crisis» (Faith No More)                |              |             | 3:52     |  |
| 7.  | «Poison» (Bell Biv DeVoe)                       |              |             | 4:49     |  |
| 8.  | «I Chase the Devil» (Max Romeo & the Upsetters) |              |             | 3:20     |  |
| 9.  | «I Know You Got Soul» (Eric B. & Rakim)         |              |             | 2:51     |  |
| 10. | «Crazy» (Willie Nelson)                         |              |             | 3:59     |  |
| 11. | «Head Like a Hole» (AFI)                        |              |             | 4:44     |  |

## Emisoras musicales
(*) Todas las canciones marcadas con el asterisco, fueron eliminadas de la versión de Android y IOS, al igual que de las versiones que salieron remasterizadas para la Xbox 360, PlayStation 3 y la versiones de descarga para la PlayStation 4 y Xbox One debido a licencias discográficas.

### Bounce FM
DJ: The Funktipus

Género: Funk, R&B, disco, dance

Resumen: Bounce FM es una emisora de radio musical de funk presentada por The Funktipus (George Clinton presta su voz).
Canciones:
- Dazz Band - "Let it Whip"
- Zapp - "I Can Make You Dance"
- Kool & the Gang - "Hollywood Swinging"
- Ohio Players - "Love Rollercoaster"[2]
- Ohio Players - "Funky Worm"
- Rick James - "Cold Blooded"
- Maze - "Twilight"
- Fatback Band - "Yum Yum (Gimme Some)"[2] (*)
- The Isley Brothers - "Between the Sheets"[2]
- Ronnie Hudson & The Street People - "West Coast Poplock"
- Lakeside - "Fantastic Voyage"[2]
- Cameo - "Candy"
- MFSB - "Love Is the Message"[2]
- Johnny Harris - "Odyssey"[2]
- Roy Ayers - "Running Away" (*)
- The Gap Band - "You Dropped a Bomb On Me" (*)

### CSR 103:9 o 103:2
DJ: Phillip Michaels "PM"

Género: New jack swing, R&B contemporáneo

Resumen: Contemporary Soul Radio (CSR 103:9) es una emisora musical de radio de estilo: new jack swing, presentada por Phillip "PM" Michaels (Michael Bivins presta su voz). Michaels es un personaje obsesionado en que es una estrella musical a punto de explotar, pese a que ha logrado un éxito muy limitado en su carrera. El manual de instrucciones se refiere a esta emisora como CSR 103.2.
Canciones:
- SWV - "I'm So Into You"
- Soul II Soul - "Keep on Movin'"[2]
- Samuelle - "So You Like What You See"
- En Vogue - "My Lovin' (You're Never Gonna Get It)"
- Johnny Gill - "Rub You the Right Way" (Remix)[2]
- Ralph Tresvant - "Sensitivity"
- Guy - "Groove Me"
- Aaron Hall - "Don't Be Afraid"
- Boyz II Men - "Motownphilly"
- Bell Biv DeVoe - "Poison"
- Today - "I Got the Feeling"
- Wreckx-N-Effect - "New Jack Swing"
- Bobby Brown - "Don't Be Cruel"

### K-DST
DJ: Tommy Smith "The Nightmare"

Género: Rock clásico, hard rock, blues-rock, boogie rock, glam rock, heavy metal

Resumen: K-DST "The Dust" es una emisora de radio de música de rock clásico y heavy metal con base en Los Santos y presentada por Tommy "The Nightmare" Smith (cuya voz la presta el líder de Guns N' Roses, Axl Rose), antiguo líder de una ficticia banda de rock progresivo de los años 1970, Crystal Ship, que es también el título de una canción de The Doors. Smith es sorprendentemente calmado y recuerda constantemente a la audiencia las bondades de la década de 1970 y el "estilo de vida rock n roll". No le gusta Sage, la presentadora de Radio X, a la que grita "¡supéralo!" durante la introducción de la canción de Tom Petty "Runnin' Down a Dream".
Canciones:
- Foghat - "Slow Ride"[2]
- Creedence Clearwater Revival - "Green River"[2]
- Heart - "Barracuda"
- Kiss - "Strutter"
- Toto - "Hold the Line"[2]
- Rod Stewart - "Young Turks"
- Joe Cocker - "Woman to Woman" (*)
- Tom Petty - "Runnin' Down a Dream"[2] (*)
- Humble Pie - "Get Down to It"
- Grand Funk Railroad - "Some Kind of Wonderful"
- Lynyrd Skynyrd - "Free Bird"
- America - "A Horse with No Name"
- The Who - "Eminence Front"
- Boston - "Smokin'"
- David Bowie - "Somebody Up There Likes Me"[2]
- Eddie Money - "Two Tickets to Paradise"
- Billy Idol - "White Wedding"[2]

### K-Jah West
DJ: Marshall Peters y Johnny Lawton

Género: Reggae, dub, dancehall

Resumen: Jah West es una emisora de radio reggae presentada por Marshall Peters y Johnny Lawton (cuyos actores de voz son Lowell Dunbar and Robbie Shakespeare respectivamente). Está afliliada a la emisora K-JAH de Grand Theft Auto III y de Grand Theft Auto: Liberty City Stories.
Canciones:
- Black Harmony - "Don't Let It Go To Your Head" (*)
- Blood Sisters - "Ring My Bell" (*)
- Shabba Ranks - "Wicked Inna Bed"[2]
- Buju Banton - "Batty Rider"[2]
- Augustus Pablo - "King Tubby Meets Rockers Uptown"
- Dennis Brown - "Revolution"[2]
- Willie Williams - "Armagideon Time"[2]
- I-Roy - "Sidewalk Killer"[2]
- Toots and the Maytals - "Funky Kingston"
- Dillinger - "Cocaine In My Brain"
- Pliers - "Bam Bam"
- Barrington Levy - "Here I Come"
- Reggie Stepper - "Drum Pan Sound"
- Black Uhuru - "Great Train Robbery"
- Max Romeo & The Upsetters - "I Chase The Devil"
- Toots and the Maytals - "Pressure Drop"

### K Rose
DJ: Mary-Beth Maybell

Género: Country, country rock

Resumen: K-Rose es una radio de country, está conducida por Mary-Beth Maybell, y su actor de doblaje es Riette Burdick. En las zonas del desierto y campo de San Andreas los conductores suelen escuchar esta emisora en sus vehículos y se cree que esta radio se emite desde algún pueblo de San Andreas [cita requerida].
Canciones:
- Jerry Reed - "Amos Moses"
- Conway Twitty & Loretta Lynn - "Louisiana Woman, Mississippi Man"
- Hank Williams, Sr. - "Hey Good Lookin'"
- Juice Newton - "Queen of Hearts"[2]
- The Statler Brothers - "New York City"[2]
- Asleep at the Wheel - "The Letter That Johnny Walker Read"[2]
- Desert Rose Band - "One Step Forward"[2]
- Willie Nelson - "Crazy"
- Patsy Cline - "Three Cigarettes In The Ashtray"
- The Statler Brothers - "Bed of Roses"
- Mickey Gilley - "Make The World Go Away"[2]
- Ed Bruce - "Mamas Don't Let Your Babies Grow Up to Be Cowboys"
- Merle Haggard - "Always Wanting You"
- Whitey Shafer - "All My Ex's Live in Texas"
- Eddie Rabbitt - "I Love a Rainy Night"

### Master Sounds 98.3
DJ: Johnny Parkinson "The Love Giant"

Género: Funk, soul, northern soul, rare groove

Resumen: Master Sounds 98.3 es una emisora musical de radio con base en San Fierro y presentada por Johnny "The Love Giant" Parkinson (Ricky Harris presta su voz). Pese a su apodo, se insinúa que es de corta estatura y podría sufrir enanismo. La emisora se caracteriza por su género funk y soul.
Canciones:
- Lyn Collins - "Rock Me Again and Again"[2]
- Bob James - "Nautilus"[2]
- Harlem Underground Band - "Smokin' Cheeba Cheeba"
- Lyn Collins - "Think (About It)"
- The Blackbyrds - "Rock Creek Park"[2] (*)
- War - "Low Rider"[2]
- The J.B.'s - "The Grunt" (*)
- Maceo & The Macks - "Soul Power '74"[2] (*)
- James Brown - "Funky President"
- Gloria Jones - "Tainted Love"[2]
- Booker T. & the M.G.'s - "Green Onions"
- The Chakachas - "Jungle Fever"
- James Brown - "The Payback" (*)
- Charles Wright & the Watts 103rd Street Rhythm Band - "Express Yourself" (*)

### Playback FM
DJ: Forth Right MC

Género: East Coast hip hop, Golden age hip hop, rap rock

Resumen: Presentada por Forth Right MC (cuyo actor de voz es Chuck D), Playback FM ofrece Old school rap de la denominada edad de oro del rap. El presentador no gusta demasiado a la audiencia, como se puede apreciar en las llamadas de estos al programa. La música de la emisora fue lanzada conjuntamente en un álbum junto a la de Radio Los Santos.
Canciones:
- Kool G Rap & DJ Polo - "Road To The Riches"[2]
- Big Daddy Kane - "Warm It Up, Kane"[2]
- Spoonie Gee - "The Godfather"[2]
- Masta Ace - "Me & The Biz"[2]
- Slick Rick - "Children's Story"
- Public Enemy - "Rebel Without a Pause"
- Eric B. & Rakim - "I Know You Got Soul"
- Rob Base & DJ E-Z Rock - "It Takes Two"
- Gang Starr - "B.Y.S."[2]
- Biz Markie - "The Vapors"[2]
- Brand Nubian - "Brand Nubian"
- Ultramagnetic MCs - "Critical Beatdown"[2] (*)

### Radio Los Santos
DJ: Julio G

Género: West Coast hip hop, gangsta rap

Resumen: Radio Los Santos es una emisora de música de gangsta rap y West Coast rap presentada por Julio G, (DJ también en la vida real) situada en Los Santos. Julio G es una persona muy tranquila y aficionado al rap. Aprovecha para denunciar la situación de Los Santos y convencer a la gente de que no utilice la violencia para resolver los problemas. En ocasiones, tras una misión, Julio informa del tiempo y eventos de Los Santos, así como anima a CJ a que llame a su novia Denise. Esta emisora fue lanzada de manera conjunta con Playback FM como parte de los ocho álbumes de la banda sonora.
Canciones:
- Tupac Shakur (feat. Pogo) - "I Don't Give a Fuck" (*)
- Compton's Most Wanted - "Hood Took Me Under"
- Too Short - "The Ghetto"
- N.W.A - "Alwayz Into Somethin'"
- N.W.A - "Express Yourself" (*)
- Eazy-E - "Eazy-Er Said Than Dunn"
- Ice Cube - "It Was a Good Day"
- Ice Cube (feat. Das EFX) - "Check Yo Self (Message Remix)"
- Dr. Dre (feat. Snoop Dogg) - "Nuthin' But a 'G' Thang"
- Dr. Dre (feat. Snoop Dogg & RBX) - "Fuck Wit Dre Day"
- Dr. Dre & Snoop Dogg - "Deep Cover"
- The D.O.C. - "It's Funky Enough"
- Kid Frost - "La Raza"
- Cypress Hill - "How I Could Just Kill a Man"
- Above the Law - "Murder Rap"
- Da Lench Mob - "Guerillas in tha Mist"

### Radio X
DJ: Sage

Género: Grunge, rock alternativo, metal alternativo, heavy metal

Resumen: Radio X es una emisora de música de  metal alternativo presentada por Sage (voz prestada por Jodie Shawback). Sage es una mujer obsesionada consigo misma y una rebelde confesa, estereotipo de la Generación X.
Canciones:
- Living Colour - "Cult of Personality"
- Primal Scream - "Movin' On Up"[2]
- Depeche Mode - "Personal Jesus"
- Guns N' Roses - "Welcome to the Jungle"[2]
- Helmet - "Unsung"
- L7 - "Pretend We're Dead"
- Faith No More - "Midlife Crisis"
- Ozzy Osbourne - "Hellraiser"[2] (*)
- Soundgarden - "Rusty Cage"
- Rage Against the Machine - "Killing in the Name" (*)
- Jane's Addiction - "Been Caught Stealing"
- The Stone Roses - "Fools Gold"[2]
- Alice in Chains - "Them Bones"[2]
- Stone Temple Pilots - "Plush"
- Danzig - "Mother"

### SF-UR
DJ: Hans Oberlander

Género: Chicago house, acid house, deep house

Resumen: San Fierro Underground Radio, abreviada SF-UR, es una emisora de house con base en San Fierro presentada por Hans Oberlander (cuya voz la presta Lloyd Floyd). Oberlander es un hombre inseguro, hiperactivo y con un cómico acento alemán. En ocasiones pide al público que lo abrace e incluso llora al comienzo de una canción. Esta emisora nunca fue lanzada como álbum junto al resto de la banda sonora. La canción "Weekend" es una versión remezclada de is Todd Terry. La canción original aparece en la banda sonora de Vice City Stories.
Canciones:
- Joe Smooth feat. *Anthony Thomas - "Promised Land"
- Jomanda - "Make My Body Rock"
- 808 State - "Pacific State"
- The Todd Terry Project - "Weekend"
- Nightwriters - "Let The Music Use You"
- Marshall Jefferson - "Move Your Body"
- Maurice - "This Is Acid"
- Frankie Knuckles feat. Jamie Principle - "Your Love"
- A Guy Called Gerald - "Voodoo Ray"
- Raze - "Break 4 Love"
- Cultural Vibe - "Ma Foom Bey"
- CeCe Rogers - "Someday"
- Larry Heard "Mr. Fingers" - "Can You Feel It?"
- Fallout - "The Morning After (Sunrise Mix)"
- Robert Owens - "I'll Be Your Friend"
- The 28th Street Crew - "I Need A Rhythm"

## Emisoras habladas
Dependiendo del progreso del jugador en la historia del juego, los segmentos de WCTR son cambiados. Por ende, durante un segmento del juego, el jugador puede solamente oír porciones específicas de programas que no se volverán a escuchar porque nuevos segmentos salen al aire. Es más predominante en los programas de WCTR News, Entertaining America y The Wild Traveler.

### WCTR
West Coast Talk Radio, abreviado WCTR, es una emisora de radio de charla. Con sus jefaturas en Los Santos, WCTR consiste de varios programas:
The Tight End Zone
Programa de deportes conducido por Derrick Thackery (Peter Appel). Thackery de hecho no le da importancia al deporte que ama pero sí a las pasiones a causa de ello.
The Wild Traveler
Programa de viajes conducido por James Pedeaston (Sam Tsoutsouvas). Pedeaston es un pedófilo buscado en Malasia y está siendo investigado por el FBI. Disfruta viajar por el mundo y contar sus encuentros "exóticos". Su show parece ser tan despreciado que en un punto no recibe más llamadas.
Entertaining America
Programa de entretenimiento conducido por Billy Dexter (Peter Marx) y luego Lazlow Jones, invitando a varias personas. Dexter es accidentalmente disparado y muere y por ende es reemplazado por Lazlow. Cuando Lazlow toma el programa, sus invitados incluyen OG Loc, Chris Formage y Darius Fontaine.
Gardening with Maurice
Programa de jardinería conducido por Maurice (Andy Dick). Maurice es homosexual y afeminado, y no solo ama su jardín sino también su propio cuerpo. También ofrece consejos poco ortodoxos y sugerencias inusuales sobre plantas.
I Say/You Say
Debate político conducido por el equipo marido-y-mujer y liberal-y-conservador de Peyton Phillips (Paul Ames) y Mary Phillips (Jackie Hoffman). Peyton y Mary son caricaturas de sus ideologías, siendo Peyton quien se inclina al comunismo mientras que Mary representa el capitalismo.
Lonely Hearts Show
Programa de consejos de relaciones conducido por Christy MacIntyre (Sara Moon).
Area 53, parodia del área 51
Una parodia AM conducida por Marvin Trill (Bob Sevra). La base de este programa es la ufología. Cuenta sus historias en el desierto, que incluyen abducciones alienígenas y conspiraciones del gobierno, también hay un rumor de que hay lugares en donde se encuentran platillos voladores y personas deformes de baja estatura que están en las orillas de los edificios y cuando caen desaparecen o se sumergen en el piso. También se cuentan de un segmento de una señora asegurada de un avistamiento de un ovni en Tierra Robada.